# Roger le Fort
Roger le Fort auch Roger de Beaufort, Roger de Ternes oder Roger von Bourges genannt, (* um 1285/1288 auf Schloss Ternes in Les Ternes  im Département Creuse in Frankreich; † 23. April 1367 in Bourges) war ein französischer Erzbischof und ist ein Seliger der katholischen Kirche.
Roger le Fort, Sohn des Godefroi von Ternes, wurde von seinem Onkel mütterlicherseits, Kardinal Pierre de La Chapelle-Taillefert (alias Petrus de Capella, † 1312), Erzbischof von Toulouse, erzogen und zum Studium der Literatur und der Rechte an die Universität von Orléans gesandt. Danach wurde er Priester und im Jahr 1316 Kanoniker zu Rouen. Ein Jahr später wurde Roger Domdekan in Bourges und schließlich Professor für weltliches und kirchliches Recht in Orléans.
1321 erwählte man ihn gegen seinen Willen und zu seiner großen Verwunderung zum Bischof von Orléans. Er wurde zum Bischof geweiht und widmete sich ganz seiner apostolischen Aufgabe. Väterlich nahm er sich der Armen und Kranken seines Bistums an. Im Jahr 1328 wurde er Bischof von Limoges und 1343 schließlich zum Erzbischof von Bourges ernannt. Dort errichtete er ein Hospital und führte das Fest Mariä Empfängnis (8. Dezember) ein. Auf seinem Stammsitz gründete er das Coelestiner-Priorat von Ternes. Am 21. Juni 1345 erhob er mit päpstlicher Zustimmung die Gebeine Odilo von Clunys. Bekannt wurde er auch als Verfasser von juristischen Kommentaren und Predigten. Roger le Fort starb als großer Wohltäter im Alter von mehr als 80 Jahren und vermachte sein Vermögen den Armen.
Sein Gedenktag ist der 1. März (Namenstag für Roger und Rüdiger). In einigen französischen Regionen wird sein Festtag bereits am 28. Februar, teils auch erst am 5. August begangen. In der Kunst wird der sl. Roger von Bourges in bischöflichen Gewändern mit Kreuz und Buch dargestellt.